# Chasmina vestae
Chasmina vestae là một loài bướm đêm trong họ Noctuidae.